# Naranus cryptomeriae
Naranus cryptomeriae är en svampart som beskrevs av Ts. Watan. 1995. Naranus cryptomeriae ingår i släktet Naranus, divisionen sporsäcksvampar och riket svampar.   Inga underarter finns listade i Catalogue of Life.